# 헤베필리아
헤베필리아(Hebephilia)는 사춘기 초창기에 있는 청소년에게 성적 매력을 느끼는 증상을 일컫는 용어이다. 보통 여자는 10세나 11세에, 남자는 11세나 12세부터 사춘기 과정에 들어간다. 헤베필리아는 에페보필리아 및 페도필리아(소아성애증)와는 조금 다른 증상인데, 에페보필리아는 청소년 후반기에 접어든 연령대에 대한 성적 기호를 가리키는 것이고, 페도필리아는 사춘기 이전 연령대의 어린이에 대한 성적 기호를 가리키는 것이다. 이에 반해 헤베필리아는 사춘기 연령대인 10대 청소년을 성적 매력의 대상으로 선호하는 경우에만 쓰이는 용어이며, 어른에게 성적 매력을 느끼는 사람(어른성애증)이 사춘기 연령대의 사람에게 성적 매력을 느낄 수도 있다. 이 용어는 1955년 글루크가 처음으로 언급하였으며, 나중에 그는 이 용어 소개의 공적을 폴 베네딕트에게 돌렸다.
헤베필리아가 정신질환에 해당하는지 여부에 대해서는 아직도 정신의학계에서 첨예하게 논쟁 중에 있다. CAMH 출신인 레이 블랜차드와 같은 이들은 헤베필리아를 DSM-5에 포함시켜야 한다고 주장하고 있다. 하지만 리처드 그린, 앨런 프랜시스, 마이클 퍼스크, 카렌 프랭클린, 찰스 알렌 모세르, 윌리엄 오도나휴 등과 같은 다른 정신과 전문가들은 이러한 주장에 대해 반대하기도 하였다.

## 원인과 어원
일반적인 성적 기호와 더불어 헤베필리아 역시 이 증상을 보이는 사람들이 어떠한 이유에서 성인보다는 사춘기에 있는 청소년들 더 성적 대상으로 선호하는지에 대해서는 명확하게 알려진 바가 없다. 하지만 여러 차례 생물학적 연관관계가 연구되어왔다. CAMH의 한 연구팀은 소아성애자들과 청소년성애자들 그리고 어른성애자들의 임상샘플을 체취하여 생물학적으로 연관성 있는 특징들을 비교 분석한 일련의 연구 논문을 발표하였다. 연구 결과에 의하면 청소년성애자들은 평균적으로 IQ와 기억력 테스트 등에 있어서 소아성애자들과 성인들 사이의 중간 정도를 차지하였는데, 참고로 소아성애자들은 세 가지 성향의 분류 가운데 가장 점수가 떨어졌으며, 성인들이 나머지 두 성향보다 모든 점수에 있어서 월등히 높았다. 청소년성애자들은 오른손잡이가 아닌 비율, 어릴 때 머리 부상을 입은 비율, 신장 비율에 있어서도 소아성애자들과 성인들 사이의 중간 정도 되는 수치를 보인다.
헤베필리아라는 단어의 어원은 그리스 신화에 나오는 제우스와 헤라의 딸인 청춘의 여신 헤베에서 유래한 것이다. 로마 신화에서는 헤베를 가니메다 또는 유벤타스라는 로마식 이름으로 불린다.